# ROC en los Juegos Olímpicos de Tokio 2020
ROC estuvo representado en los Juegos Olímpicos de Tokio 2020 por un total de 324 deportistas que compitieron en 27 deportes. Responsable del equipo olímpico fue el Comité Olímpico Ruso, así como las federaciones deportivas nacionales de cada deporte con participación.
Los portadores de la bandera en la ceremonia de apertura fueron el jugador de voleibol Maxim Mijailov y la esgrimidora Sofia Velikaya.

## Suspensión del Comité Olímpico Ruso
El 9 de diciembre de 2019, la Agencia Mundial Antidopaje (AMA) decidió suspender al Comité Olímpico Ruso y recomendó su exclusión de los Juegos Olímpicos de Tokio 2020 debido al sistema planificado de dopaje en el que se vio involucrado.
Sin embargo, el COI permitió la participación de atletas de nacionalidad rusa que no hubieran estado involucrados en ese sistema y que demostraron haber superado controles antidopaje independientes antes del inicio de los Juegos; bajo la denominación ROC (acrónimo del nombre en inglés del Comité Olímpico Ruso) y dictaminó que los deportistas clasificados compitieran bajo la bandera del Comité Olímpico Ruso, con un uniforme neutral, y en lugar del himno de Rusia se usara el Concierto para piano n.º 1 de Chaikovski.

## Medallistas
El equipo olímpico de ROC obtuvo las siguientes medallas:
| Nombre | Deporte               | Competición               |
| --- | --------------------- | ------------------------- |
| Oro |                       |                           |
| Mariya Lasitskene | Atletismo             | Salto de altura F         |
| Albert Batyrgaziyev | Boxeo                 | Pluma (57 kg) M           |
| Sofia Pozdniakova | Esgrima               | Sable individual F        |
| Inna Deriglazova Larisa Korobeinikova Marta Martianova Adelina Zaguidulina                                                                       | Esgrima               | Florete por equipos F     |
| Olga Nikitina Sofia Pozdniakova Sofia Velikaya                                                                                                   | Esgrima               | Sable por equipos F       |
| Denis Abliazin David Beliavski Artur Dalaloyan Nikita Nagorny                                                                                    | Gimnasia artística    | Equipo M                  |
| Liliya Ajaimova Viktoriya Listunova Anguelina Melnikova Vladislava Urazova                                                                       | Gimnasia artística    | Equipo F                  |
| Musa Yevloyev | Lucha grecorromana    | 97 kg M                   |
| Zaur Uguyev | Lucha libre           | 57 kg M                   |
| Zaurbek Sidakov | Lucha libre           | 74 kg M                   |
| Abdulrashid Sadulayev | Lucha libre           | 97 kg M                   |
| Yevgueni Rylov | Natación              | 100 m espalda M           |
| Yevgueni Rylov | Natación              | 200 m espalda M           |
| Svetlana Kolesnichenko Svetlana Romashina | Natación sincronizada | Dúo F                     |
| Vlada Chiguiriova Marina Goliadkina Svetlana Kolesnichenko Polina Komar Alexandra Patskevich Svetlana Romashina Ala Shishkina Mariya Shurochkina | Natación sincronizada | Equipo F                  |
| Maxim Jramtsov | Taekwondo             | –80 kg M                  |
| Vladislav Larin | Taekwondo             | +80 kg M                  |
| Anastasiya Pavliuchenkova Andrei Rubliov | Tenis                 | Dobles mixto              |
| Vitalina Batsarashkina | Tiro                  | Pistola 10 m F            |
| Vitalina Batsarashkina | Tiro                  | Pistola 25 m F            |
| Plata |                       |                           |
| Anzhelika Sidorova | Atletismo             | Salto con pértiga F       |
| Ilia Karpenkov Kiril Pisklov Stanislav Sharov Alexandr Zuyev                                                                                     | Baloncesto 3×3        | Torneo M                  |
| Yevgueniya Frolkina Olga Frolkina Yuliya Kozik Anastasiya Logunova                                                                               | Baloncesto 3×3        | Torneo F                  |
| Equipo | Balonmano             | Torneo F                  |
| Muslim Gadzhimagomedov | Boxeo                 | Pesado (91 kg) M          |
| Timur Safin Kiril Borodachov Anton Borodachov Vladislav Mylnikov                                                                                 | Esgrima               | Florete por equipos M     |
| Serguei Bida Serguei Jodos Pavel Sujov Nikita Glazkov                                                                                            | Esgrima               | Espada por equipos M      |
| Inna Deriglazova | Esgrima               | Florete individual F      |
| Sofia Velikaya | Esgrima               | Sable individual F        |
| Denis Abliazin | Gimnasia artística    | Salto de potro M          |
| Anastasiya Iliankova | Gimnasia artística    | Barras asimétricas F      |
| Dina Averina | Gimnasia rítmica      | Individual F              |
| Anastasiya Blizniuk Anastasiya Maximova Anguelina Shkatova Anastasiya Tatareva Alisa Tishchenko                                                  | Gimnasia rítmica      | Conjunto F                |
| Kliment Kolesnikov | Natación              | 100 m espalda M           |
| Martin Maliutin Ivan Guirev Yevgueni Rylov Mijail Dovgaliuk                                                                                      | Natación              | 4×200 m libre M           |
| Hanna Prakatsen | Remo                  | Scull individual (W1X) F  |
| Vasilisa Stepanova Yelena Oriabinskaya | Remo                  | Dos sin timonel (W2-) F   |
| Tatiana Minina | Taekwondo             | –57 kg F                  |
| Karen Jachanov | Tenis                 | Individual M              |
| Yelena Vesnina Aslan Karatsev | Tenis                 | Dobles mixto              |
| Serguei Kamenski | Tiro                  | Rifle 3 posiciones 50 m M |
| Anastasiya Galashina | Tiro                  | Rifle 10 m F              |
| Yuliya Zykova | Tiro                  | Rifle 3 posiciones 50 m F |
| Vitalina Batsarashkina Artiom Chernousov | Tiro                  | Pistola 10 m mixto        |
| Yelena Osipova | Tiro con arco         | Individual F              |
| Svetlana Gomboyeva Yelena Osipova Xeniya Perova                                                                                                  | Tiro con arco         | Equipo F                  |
| Equipo | Voleibol              | Torneo M                  |
| Viacheslav Krasilnikov Oleg Stoyanovski | Vóley playa           | Torneo M                  |
| Bronce |                       |                           |
| Andrei Zamkovoi | Boxeo                 | Wélter (69 kg) M          |
| Gleb Bakshi | Boxeo                 | Medio (75 kg) M           |
| Imam Jatayev | Boxeo                 | Semipesado (81 kg) M      |
| Zemfira Magomedaliyeva | Boxeo                 | Medio (69–75 kg) F        |
| Daria Shmeliova Anastasiya Voinova | Ciclismo en pista     | Velocidad por equipos F   |
| Gulnaz Jatuntseva Mariya Novolodskaya | Ciclismo en pista     | Madison F                 |
| Larisa Korobeinikova | Esgrima               | Florete individual F      |
| Nikita Nagorny | Gimnasia artística    | Concurso individual M     |
| Nikita Nagorny | Gimnasia artística    | Barra fija M              |
| Anguelina Melnikova | Gimnasia artística    | Concurso individual F     |
| Anguelina Melnikova | Gimnasia artística    | Suelo F                   |
| Niyaz Iliasov | Judo                  | –100 kg M                 |
| Tamerlan Bashayev | Judo                  | +100 kg M                 |
| Madina Taimazova | Judo                  | –70 kg F                  |
| Serguei Yemelin | Lucha grecorromana    | 60 kg M                   |
| Serguei Semionov | Lucha grecorromana    | 130 kg M                  |
| Gadzhimurad Rashidov | Lucha libre           | 65 kg M                   |
| Artur Naifonov | Lucha libre           | 86 kg M                   |
| Kliment Kolesnikov | Natación              | 100 m libre M             |
| Alexandr Bondar Viktor Minibayev | Saltos                | Plataforma 10 m sincro. M |
| Mijail Artamonov | Taekwondo             | –58 kg M                  |
| Yuliya Karimova | Tiro                  | Rifle 3 posiciones 50 m F |
| Yuliya Karimova Serguei Kamenski | Tiro                  | Rifle 10 m mixto          |